# James Frempong
James Frempong, född 11 januari 1989, är en svensk f.d fotbollsspelare med Örebro SK som moderklubb. Hans rötter finns i Ghana.
James började karriären redan som 5-åring i ÖSK:s fotbollsskola. Han gjorde debut i Allsvenskan 2007.
Under 2008 var Frempong utlånad till IF Brommapojkarna som spelade i Superettan.
2010 gick James Frempong till Gefle IF där han under hösten spelade till sig en startplats och var en bidragande orsak till att Gefle höll sig kvar.
Den 25 augusti 2011 blev Frempong helt klar för IFK Norrköping. Omkring två veckor innan övergången så hade han kommit överens med Norrköping om sina personliga villkor, men det dröjde alltså ytterligare två veckor till dess att klubbarna blev överens. Efter säsongen 2014 fick han lämna klubben. Slutade efter skadeproblem.